# Ragnar Vestin
Ragnar Per Helgasson Vestin, född 29 maj 1914 i Gudmundrå församling, Västernorrlands län, död 1 november 1994 i Stockholm, var en svensk kemist och professor.
Ragnar Vestin var son till komminister John Vestin och Helga, ogift Ödlund. Han blev filosofie licentiat 1941, filosofie doktor och docent vid Stockholms högskola 1954, kemist vid Försvarsväsendets kemiska anstalt 1939, avdelningschef vid Svenska gummiforskningslaboratoriet 1944, assistent vid Stockholms högskola 1949–1954, avdelningschef för stiftelsen Svensk gummiforskning 1950, forskardocent vid Stockholms universitet 1961, chef för katalyskemiska laboratoriet, professor i fysikalisk kemi i Umeå 1965–1966, vid statens tekniska forskningsråd 1966–1969 och vid Stockholms universitet 1969–1980. Han författade olika skrifter i ämnet kemi.
Han var gift första gången 1937–1953 med undervisningsrådet Margareta Vestin (1913–2011), andra gången från 1953–1968 med grossisten Elisabeth Ralf (född 1918) och tredje gången till 1974–1990 med Ulla Lindqvist (född 1946), dotter till Karl Lindqvist och Astrid, ogift Wepsäläinen. Han fick döttrarna Martha 1941, Mia 1943, Frances 1949 och Susanna (Sanna) 1951 samt sonen Karl 1975.